# Ibrahima Camará
Ibrahima Camará (Conakry, 25 gennaio 1999) è un calciatore guineano, centrocampista del Radomiak Radom.

## Caratteristiche tecniche
È un mediano.

## Carriera

### Club
Cresciuto nel settore giovanile del Braga, ha esordito fra i professionisti il 18 agosto 2018 disputando con la seconda squadra l'incontro di Segunda Liga perso 1-0 contro l'Estoril Praia.
Il 31 gennaio 2019 è stato acquistato a titolo definitivo dal Moreirense.

### Nazionale
Nel 2019 ha esordito in nazionale.

## Statistiche
Statistiche aggiornate al 6 aprile 2019.

### Presenze e reti nei club
| Stagione        | Squadra         | Campionato      | Campionato | Campionato | Coppe nazionali | Coppe nazionali | Coppe nazionali | Coppe continentali | Coppe continentali | Coppe continentali | Altre coppe | Altre coppe | Altre coppe | Totale | Totale | Totale |
| Stagione        | Squadra         | Comp            | Pres       | Reti       | Comp            | Pres            | Reti            | Comp               | Pres               | Reti               | Comp        | Pres        | Reti        | Pres   | Reti   |        |
| --------------- | --------------- | --------------- | ---------- | ---------- | --------------- | --------------- | --------------- | ------------------ | ------------------ | ------------------ | ----------- | ----------- | ----------- | ------ | ------ | ------ |
| 2017-2018       | Braga B         | LdH             | 17         | 3          |                 | -               | -               |                    | -                  | -                  |             | -           | -           | 17     | 3      |        |
| 2018-2019       | Moreirense      | PL              | 7          | 0          | CP+CdL          | 0               | 0               |                    | -                  | -                  |             | -           | -           | 7      | 0      |        |
| 2019-2020       | Moreirense      | PL              | 8          | 0          | CP+CdL          | 2+0             | 0               |                    | -                  | -                  |             | -           | -           | 10     | 0      |        |
| 2020-2021       | Moreirense      | PL              | 16         | 0          | CP+CdL          | 1+0             | 0               |                    | -                  | -                  |             | -           | -           | 17     | 0      |        |
| 2021-2022       | Moreirense      | PL              | 29+1       | 0          | CP+CdL          | 3+0             | 0               |                    | -                  | -                  |             | -           | -           | 33     | 0      |        |
| ago. 2022       | Moreirense      | SL              | 1          | 0          | CP+CdL          | 0               | 0               |                    | -                  | -                  |             | -           | -           | 1      | 0      |        |
| ago. 2022-2023  | Boavista        | PL              | 24         | 0          | CP+CdL          | 0+4             | 0               |                    | -                  | -                  |             | -           | -           | 28     | 0      |        |
| 2023-2024       | Boavista        | PL              | 15         | 0          | CP+CdL          | 1+0             | 0               |                    | -                  | -                  |             | -           | -           | 16     | 0      |        |
| Totale carriera | Totale carriera | Totale carriera | 118        | 3          |                 | 11              | 0               |                    | -                  | -                  |             | -           | -           | 129    | 3      |        |

### Cronologia presenze e reti in nazionale
| Cronologia completa delle presenze e delle reti in nazionale ― Guinea | Cronologia completa delle presenze e delle reti in nazionale ― Guinea | Cronologia completa delle presenze e delle reti in nazionale ― Guinea | Cronologia completa delle presenze e delle reti in nazionale ― Guinea | Cronologia completa delle presenze e delle reti in nazionale ― Guinea | Cronologia completa delle presenze e delle reti in nazionale ― Guinea | Cronologia completa delle presenze e delle reti in nazionale ― Guinea | Cronologia completa delle presenze e delle reti in nazionale ― Guinea |
| Data                                                                  | Città                                                                 | In casa                                                               | Risultato                                                             | Ospiti                                                                | Competizione                                                          | Reti                                                                  | Note                                                                  |
| --------------------------------------------------------------------- | --------------------------------------------------------------------- | --------------------------------------------------------------------- | --------------------------------------------------------------------- | --------------------------------------------------------------------- | --------------------------------------------------------------------- | --------------------------------------------------------------------- | --------------------------------------------------------------------- |
| 15-10-2019                                                            | Alicante                                                              | Cile                                                                  | 3 – 2                                                                 | Guinea                                                                | Amichevole                                                            | 1                                                                     | 57’                                                                   |
| 14-11-2019                                                            | Bamako                                                                | Mali                                                                  | 2 – 2                                                                 | Guinea                                                                | Qual. Coppa d'Africa 2021                                             | -                                                                     | 17’                                                                   |
| 11-11-2020                                                            | Conakry                                                               | Guinea                                                                | 1 – 0                                                                 | Ciad                                                                  | Qual. Coppa d'Africa 2021                                             | -                                                                     | 67’ 78’                                                               |
| 28-3-2021                                                             | Windhoek                                                              | Namibia                                                               | 2 – 1                                                                 | Guinea                                                                | Qual. Coppa d'Africa 2023                                             | -                                                                     | 86’                                                                   |
| 5-6-2021                                                              | Manavgat                                                              | Guinea                                                                | 0 – 2                                                                 | Togo                                                                  | Amichevole                                                            | -                                                                     | 46’                                                                   |
| 11-6-2021                                                             | Manavgat                                                              | Guinea                                                                | 2 – 1                                                                 | Niger                                                                 | Amichevole                                                            | -                                                                     | 46’                                                                   |
| Totale                                                                |                                                                       | Presenze                                                              | 6                                                                     |                                                                       | Reti                                                                  | 1                                                                     |                                                                       |